# Otakar Borůvka
Otakar Borůvka (Uherský Ostroh, 10 de maio de 1899 — Brno, 22 de julho de 1995) foi um matemático tcheco. É mais conhecido atualmente por seu trabalho em teoria dos grafos, muito antes desta ser estabelecida como uma disciplina matemática.
Nasceu em Uherský Ostroh, uma cidade na Morávia (na época pertencente à Áustria-Hungria, depois à Tchecoslováquia, e atualmente à República Tcheca).
Em seu artigo de 1926 O jistém problému minimálním (Sobre um determinado problema mínimo), Borůvka descreveu um algoritmo para encontrar a árvore de extensão mínima de um circuito elétrico, atualmente conhecido como algoritmo de Boruvka.

## Obras
- Grundlagen der Gruppoid- und Gruppentheorie (= Hochschulbücher für Mathematik. volume 46). Deutscher Verlag der Wissenschaften, Berlim 1960
- Lineare Differentialtransformationen 2. Ordnung (= Hochschulbücher für Mathematik. Volume 67). Deutscher Verlag der Wissenschaften, Berlim 1967